# Mazola Júnior
Uiles Geraldo Gonçalves de Freitas Júnior, mais conhecido como Mazola Júnior (Campinas, 28 de fevereiro de 1965), é um treinador de futebol brasileiro. Atualmente treina o Ituano. 

## Carreira

### Jogador
Mazola Júnior, iniciou sua caminhada pelo futebol como jogador na formação da A. A Ponte Preta, ainda quando era infantil. Após uma passagem pela formação do São Paulo FC, foi transferido para o Mortara de Itália. 
No futebol profissional, atuou em equipes como Marcílio Dias, Operário-MT e Rio Branco-SP antes de construir a sua carreira no futebol português, atuando por 5 anos naquele país em equipes como o Portimonense, Mirandela, Sanjoanense e R. D. Águeda até interromper a sua carreira por uma sequência de lesões graves. 

### Treinador
A sua caminhada como profissional do futebol no papel de treinador, começou como adjunto do treinador Marco Aurélio Moreira, passando por clubes como Ponte Preta, Kashiwa Reysol, Cruzeiro e Atlético Mineiro. 
Como treinador principal fez sua estreia no FC Marco na época 03/04 da Liga de Honra, onde após poucos jogos se desligou do clube. O percurso voltaria a ser percorrido em Portugal na Ovarense onde ao longo da época da Liga de Honra 04/05 auxiliou o clube a evitar a despromoção ao longo de uma época conturbada com salários em atraso. Ainda em Portugal, esteve por duas épocas no Sport Lisboa e Nelas (06/07 e 07/08) no Campeonato de Portugal. 

#### Ituano e Sport
Estreou como treinador no Brasil no Ituano em 2009 quando disputou a Série D, Copa Paulista e o Campeonato Paulista de 2009. 
Treinando as categorias de juniores do Sport, assumiu a equipe principal com a demissão de Hélio dos Anjos. Porém após 11 jogos foi substituído por PC Gusmão. Com a demissão deste, reassume o cargo para os últimos cinco jogos da Série B, levando a da ao 4º lugar e a conquista do acesso à primeira divisão para 2012. Continuou no clube durante todo Campeonato Pernambucano, sagrando-se Vice-campeão, após perder o título contra o Santa Cruz, na Ilha do Retiro.

#### Ipatinga
Vinte e dois dias após seu desligamento do Sport, assumiu o comando do Ipatinga, onde entregou o cargo no dia 13 de julho de 2012, após 7 derrotas consecutivas. 

#### Bragantino e Cuiabá
Em dezembro de 2012, assume o comando do Bragantino, ficando em décimo primeiro no Paulistão 2013 e saindo da equipe após a derrota pra o boa Esporte, pela Série B. Em 20 de Agosto deste ano, foi oficializado a sua contração como novo treinador do Cuiabá para a Série C do Campeonato Brasileiro.

#### Paysandu
Após salvar o Cuiabá, ele acertou, para 2014, com o Paysandu. Em 11 de junho de 2014, entregou o cargo, mesmo com bom aproveitamento, ele entregou por causa de um problema familiar, já chegou a ser ameaçado de morte.

#### Retorno ao Bragantino
Acertou com o Bragantino, mas, após jogos com várias derrotas, acabou sendo demitido.

#### Retorno ao Paysandu
Acertou seu retorno para o Paysandu nas vésperas do jogo contra o Coritiba pela Copa do Brasil.
No seu primeiro jogo após sua saída do Paysandu, Mazola comandou o time contra o CRB/AL, no estádio Maximino Porpino, na cidade de Castanhal, no Pará. A vitória bicolor por 3x0 manteve vivas as chances de classificação do time paraense, que logo mostrou uma grande evolução, e que acabou classificando em quarto colocado no grupo A da série C.
Na fase seguinte, o Papão enfrentara o Tupi/MG. A primeira partida realizou-se em Belém, com vitória dos donos da casa por 2x1.
No jogo de volta, o Paysandu consagrou o seu retorno à segunda divisão do futebol brasileiro, com outra vitória sobre o Tupi/MG, fora de casa, dessa vez pelo placar de 1x0. Mazola Jr demonstrou todo seu carinho pelo clube, comemorando o acesso no alambrado com os mais de 200 torcedores que compareceram em Juiz de Fora/MG. Em 03 de dezembro de 2014, Mazola Junior oficializa que não irá permanecer no Paysandu em 2015, a diretoria do clube paraense chegou a negociar a renovação de contrato com o treinador, mas a renovação emperrou nas bases salariais, o treinador decidiu deixar a equipe.

#### Botafogo-SP
No dia 2 de março de 2015 o Botafogo (Ribeirão Preto) acerta com o treinador para o restante do campeonato paulista de 2015, Mazola terá de missão recolocar a equipe de Ribeirão Preto no cenário nacional, para isso ele terá de fazer uma boa campanha no clube no campeonato paulista  e conquistar uma vaga na série D do brasileirão de 2015. Em 29 de março de 2015 a diretoria do  Botafogo (Ribeirão Preto) confirmou a demissão de Mazola do comando da equipe, mesmo Mazola tendo classificado o Botafogo  (Ribeirão Preto) para a próxima fase do Campeonato Paulista e ter conseguido uma vaga com o clube na Série D do Brasileiro de 2015.

#### CRB
Em 8 de junho de 2015, o Clube de Regatas Brasil, mais conhecido como CRB acertou a ida de Mazola Júnior para comandar a equipe alagoana no restante da série B do Campeonato Brasileiro 2015.
No dia 8 de maio de 2016, é Campeão Alagoano após duas vitórias contra o maior rival, CSA. No dia 27 de novembro de 2016, Mazola Júnior decide que não continuará no Clube de Regatas Brasil para o próximo ano, ele comandou a equipe regatiana por aproximadamente um ano e meio, foram 102 partidas, com 47 vitórias, 19 empates e 36 derrotas.

#### Vila Nova
Após ficar menos de um mês desempregado, Mazola Júnior é confirmado como novo treinador do Vila Nova para 2017. No fim do Campeonato Goiano de 2017, após o vice campeonato do Vila Nova, Mazola se desligou do comando do Vila Nova, foram 20 jogos no comando do clube goiano.

#### Retorno ao CRB
Inicia sua segunda passagem pelo clube em 18 de setembro de 2017 para comandar o time na reta final do Brasileiro. Terminou a Série B em 15º lugar, com 45 pontos.
Deixou o Galo em 13 de abril de 2018, com o vice-campeonato alagoano e classificado para as quartas de final do Nordestão.

#### Criciúma
No dia 12 de maio de 2018, foi confirmado como o substituto de Argel Fucks no comando técnico do Criciúma, onde evitou a despromoção do clube para a Série C.  

#### Ponte Preta
Teve passagens rápida como treinador da Ponte Preta no Campeonato Paulista de 2019, dirigindo o time em apenas cinco jogos, com duas derrotas, dois empates e uma vitória (aproveitamento de 33,3%).

#### Londrina
Dirigiu o Londrina EC na Série B de 2019. 

#### Remo
No ano de 2020, foi treinador do Clube do Remo onde foi vice-campeão do Campeonato Paraense e permaneceu até a sua demissão no G-4 da Série C, até ser substituído por Paulo Bonamigo após uma série de jogos sem vencer. 

#### Vitória
Ainda em 2020, teve uma passagem pelo EC Vitória onde comandou o clube por apenas 4 jogos até a sua demissão.

#### Retorno ao Ituano
Em 6 de junho de 2021 foi contratado pelo Ituano para comandar o clube na Série C. Conquistou o título da Série C do Campeonato Brasileiro com 70% de aproveitamento em 24 jogos.
Foi demitido em 12 de julho de 2022, após fraca campanha na Série B. Foram 18 pontos em 17 jogos, o que deixou o clube na 14ª colocação naquele momento.
Ao todo, teve 54% de aproveitamento em 56 jogos (24 vitórias, 19 empates e 13 derrotas), com 77 gols marcados e 52 gols sofridos.

#### Novorizontino
Em 4 de setembro de 2022, foi anunciado pelo Grêmio Novorizontino para o comando da Série B. 
Deixou o clube em 11 de novembro do mesmo ano, após comandar a equipe por nove jogos na Série B, com três vitórias, dois empates e quatro derrotas.

#### Portuguesa
Em 11 de novembro de 2022, foi apresentado como treinador da Portuguesa, com contrato para a edição de 2023 da Série A1 do Campeonato Paulista de Futebol.
Em 30 de janeiro de 2023, foi demitido do clube. Em cinco rodadas, venceu apenas um jogo, empatou um e perdeu três.

### Náutico
Em 11 de junho de 2024 foi contratado pelo Náutico para comandar o clube na Série C.

### De volta ao Ituano
Em 24 de fevereiro de 2025, acertou com o Ituano para sua terceira passagem pelo clube.

## Títulos

### Como treinador
CRB
- Campeonato Alagoano: 2016

Ituano
- Campeonato Brasileiro - Série C: 2021